# Гришин, Яков Яковлевич
Я́ков Я́ковлевич Гри́шин (род. 8 марта 1942) — российский историк, специалист по международным отношениям, политическим режимам Восточной Европы.

## Биография
Родился в деревне Эстачи Высокогорского района ТАССР. В 1963—1971 годах (с перерывом на службу в Советской армии) обучался на историко-филологическом факультете Казанского университета, до 1974 года обучался в аспирантуре. В 1974—1979 годах работал лектором Татарского обкома КПСС, в 1977 году защитил диссертацию на соискание степени кандидата исторических наук. С 1980 года работал на историческом факультете КГУ, в 1980—1994 годах — заместитель декана. В 1992 году защитил диссертацию на соискание учёной степени доктора исторических наук, с 1994 года — профессор. В 1994 году возглавил межфакультетское отделение международных отношений; в 2000 году оно было преобразовано в Факультет международных отношений и политологии КГУ. С 2000 года Я. Я. Гришин возглавляет кафедру международных отношений и политологии, в 2003—2008 годах был деканом факультета международных отношений. После расформирования факультета весной 2008 года, кафедра международных отношений стала частью Института Востоковедения КГУ.
Член президиума Российской Ассоциации международных исследований, член Ассоциации исследователей ибероамериканского мира. Заместитель председателя Научного консультативного совета при Главном Архивном управлении РТ, член УМО при МГИМО(У) по специальности «международные отношения». Подготовил пятерых кандидатов наук.

## Основные труды
- Истоки кризисов. — Казань: Изд-во Казан. ун-та, 1991. — 169 с.
- Драматические события в Польше 1980—1981 гг. / Науч. ред. В. Д. Жигунин. — Казань: Изд-во Казан. ун-та, 1993. — 239 с.
- Политический поворот в Польше 1948 г. — Казань: Тан-Заря, 1994. — 216 с.
- Синдром русофобии. Россия и Польша: история взаимоотношений. — Казань: Тан-Заря, 1995. — 304 с.
- Казань и Казанский край глазами польских ссыльных (XVII—XIX вв.): [материалы к лекциям по истории краеведения]. — Казань: Заря-Тан, 1997. — [Ч. 1]. — 160 с.
- Короткая память. Материалы для лекций по новейшей истории. Ч. 1—3. — Казань: Школа, 1998.
- Издержки «бархатных» переворотов / Ред. М. Г. Сергеев. Ч. 1—2. — Казань: Школа, 1999.
- Путь к катастрофе: Польско-чехословацкие отношения 1932—1939 гг.— Казань: РИЦ «Школа», 1999. — 184 с.
- Польско-литовские татары: взгляд через века: Ист. очерки. — Казань: Тат. кн. изд-во, 2000. — 159 с.
- Николае Титулеску. Убежденный апостол женевской политики. — Казань: Казан. гос. ун-т, 2003. — 323 с.
- Политическая ситуация в странах Центральной и Юго-Восточной Европы. (Конец 80-х — 1990-е годы): Учеб. пособие. — Казань: Казан. гос. ун-т, 2004. — 151 с.
- Страны Центральной, Юго-Восточной Европы и Россия. — Казань: Казан. гос. ун-т, 2004. — 383 с.
- По страницам дневника Яна Шембека. — Казань: Казан. гос. ун-т, 2006. — 170 с.
- Открывая этот мир. : [фотоальбом] / Сост. и авт. вступ. ст. И. Ф. Лобашева. — Казань: Kazan-Казань, 2008. — 135 с.
- Из истории татар Литвы и Польши (XIV в. — 30-е годы XX века). — Казань: [Институт истории АН РТ], 2009. — 411 с.
- Китайский феномен: [учебное пособие] / Я. Я. Гришин, Д. Г. Зайнуллин. — Казань: Казанский университет, 2010. — 111 с.
- Внутренняя и внешняя политика восточноевропейских стран (2007 г. — первая половина 2010 г.). — Казань: Казанский университет, 2012. — 270 с.